# Castro de Fuentidueña
Castro de Fuentidueña er en by og kommune i det centrale Spanien i provinsen Segovia. Den har et indbyggertal på 48 (2024) indbyggere.